# Dschindires
Dschindires (kurdisch Jindrêsê, Cindirêsê; arabisch جنديرس Dschindiras, DMG Ǧindīras; englisch Jindires) ist eine kleine Stadt und Gemeinde im Gebirge Kurd Dagh und zählt zum Distrikt Afrin im Gouvernement Aleppo in Syrien. Die Kleinstadt Jindires selbst hat etwa 10.000 Einwohner.
Zur Gemeinde Dschindires zählen weitere 33 Dörfer und 29 Höfe. In der Nähe von Dschindires befindet sich der antike Siedlungshügel Gindaros. Für das untergegangene Bistum Gindaros hat die römisch-katholische Kirche das Titularbistum Gindarus eingerichtet.
Beim Erdbeben in der Türkei und Syrien 2023 wurden in der Stadt schätzungsweise 350 Häuser zerstört.